# Armenia (ort i Honduras)
Armenia är en ort i Honduras.   Den ligger i Departamento de Yoro, i den centrala delen av landet, 180 km nordost om huvudstaden Tegucigalpa. Armenia ligger 108 meter över havet och antalet invånare är 1 488.